# Erik Ljung
Erik Ljung, född 26 maj 1981 i Nyköping, Södermanlands län, är en svensk teaterregissör, musiker, låtskrivare och skådespelare.
Erik Ljung växte upp i Tumba. Han gick 9 år i grundskola (Björkhaga skola) och gick sedan 3-årig gymnasieutbildning på Tumba Gymnasium. Han har bland annat spelat klaviatur i musikgruppen Flincka Fingrar som kompar Thorsten Flinck, och skriver egna låtar. Har även haft en mindre roll i TV-serien Pusselbitar, 2001.
Han har regisserat ett flertal teaterföreställningar på uppdrag av Stockholm Stads Kulturförvaltning, bland annat år 2000 i egna pjäsen En del av en hel där han spelade huvudrollen. År 1999 spelade han rollen som "Fabian" i den prisbelönta filmen Lervik med bland andra David Dencik och Peter Wahlbeck i rollerna. Han har regisserat och skrivit pjäsen Ensamheten är inte så vacker (som den ibland kan verka) med Pontus Gårdinger och Amanda Renberg i rollerna, som hade premiär 2006. Han har också regisserat August Strindbergs pjäs Paria  på Liljevalchs konsthall med Malou von Sivers, Moa Gammel och Bill Öhrström i rollerna. Teaterkostym av Bea Szenfeld.

## Filmografi i urval
- 2001 – Pusselbitar (TV-serie)